# 이용 (1888년)
이용(李鏞, 1888년 4월 7일 ~ 1954년 8월 18일)은 독립운동가, 민족주의자이며 헤이그 밀사로 유명한 이준의 아들이다. 본명은 이종승(李鐘乘)으로 탄압을 피해 이용으로 개명하였다. 호는 추산(秋山). 가명으로 이객우(李客雨)를 사용하였다.

## 생애
함경남도 북청에서 헤이그 밀사사건으로 유명한 이준(李儁)의 아들로 태어났다. 부친을 따라 서울로 올라와 보성전문학교를 다녔는데, 부친이 자결했다는 소식을 듣고 학교를 중퇴했다. 일제의 폭압으로 국내 활동이 어려워지자 1910년 블라디보스토크로 망명했다. 1911년 8월 중국 동북지방으로 가서 조선동포자치회 성격의 ‘간민회’ 총무를 보다가 중국 절강성 절강체육학교를 거쳐 1918년 절강성 육군군관학교 포병과를 졸업하고 절강성 육군 8연대 소위로 복무했다. 1919년 4월 블라디보스토크 근교에서 열린 신민단과 한인사회당의 군사부 담당 중앙위원이 되었다. 1920년 대한민국 임시정부로부터 동로(東路)사령관으로 임명되어 북간도에서 반일무장부대의 통합에 힘쓰는 한편 대한국민회 산하 사관학교 건립을 준비했다.
10월 봉오동전투와 청산리전투에도 참여했다. 봉오동전투와 청산리대첩에 대패한 일본군이 마적과 결탁해 ‘훈춘사건’을 조작하고 이를 빌미로 엄청난 병력을 파견했다. 일본군의 대토벌전·대학살극을 전개한 간도 참변에 대응하여 1920년 말 러시아령으로 넘어갔다. 1921년 1월 러시아공산당 극동국 한인부로부터 전한임시군사위원장으로 지명되었다. 3월 아무르주 마사노프에서 노령, 만주의 한인 무장부대를 결집하여 개최된 전한의병의회에서 대한의용군 군사위원으로 선출되었다. 6월 대한의용군 무장해제 사건(자유시 참변) 당시 러시아 적군에 붙잡혀 7월 이르쿠츠크로 압송되는 도중에 탈출해 극동공화국과 일본 간섭군 사이의 중립지대인 연해주 이만(Iman)지방으로 피했다. 10월 이만에서 군비단(軍備團) 군대를 주축으로 대한의용군 및 전한군사위원회를 재건하고 대한의용군 사령관이 되었다. 11월 말 우수리 철교 이남에 주둔해 있던 몰차노프 백위군(白衛軍)이 하바로프스크를 점령하기 위해 중립지대를 넘어 북상하자 대한의용군을 거느리고 극동공화국의 인민혁명군과 협력하여 백위군과 싸웠다. 1921년 11월 말부터 이듬해 2월에 걸쳐서 이만철교 전투, 노치거우 전투, 울라지미로프스카 전투, 인 전투, 올리고크트 전투, 볼로차예프스크 전투 등에 참전했다. 1922년 9월 한인 무장부대의 통일기관인 고려혁명군정청 설립 당시 고려혁명군 연해주 총지부 북부사령관으로 지명되었다. 10월 베르흐네우진스크에서 열린 고려공산당 연합대회에 출석했다.
시베리아내전이 끝난 뒤 소련 사관학교에서 수학했다. 1925년 소련 군사고문단과 함께 중국 광동(廣洞) 혁명근거지로 가서 국민혁명군 산두(汕頭) 주둔 포병연대에서 근무했다. 1927년 4월 장제스의 반공쿠데타에 반대하여 싸웠다. 12월 광주봉기 당시 봉기군 교도단 제1영 군사고문으로 참가했고 봉기 실패 후 해륙풍(海陸豊) 근거지 건설에 참여했다.
1930년 만주로 가서 조선공산당재건설준비위원회에 가입했다. 5월 중국공산당 연변특별지구 위원으로서 '간도 5·30봉기'와 그 이후의 반일농민운동에 참가하여 적색유격대, 자위대 결성에 노력했다. 10월부터 1931년 9월까지 중공 동만특위 통신연락부장을 맡았다. 그해 11월 조양천(朝陽川)에서 일본경찰에 체포되어 서대문형무소에서 복역한 후 북청에 거주제한 조치를 받았다. 1936년 11월 북청에서 조국광복회에 들어가 지하활동을 했으며, 1944년 11월 장춘(長春)에서 동북인민해방정치위원회를 결성하고 일본군 군사시설에 대한 정찰활동에 참가했다.

## 해방 이후 행적

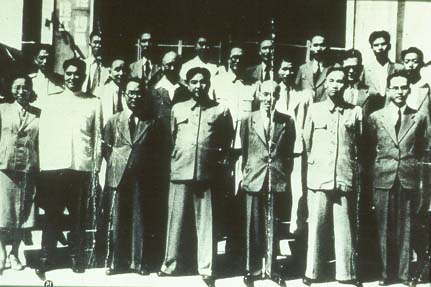
1948년 9월. 조선민주주의인민공화국 초대 내각의 리용(도시행정상, 제3열 오른쪽에서 세 번째)

이용은 해방 후 1946년까지 북청군의 초대인민위원장을 지내다가 그해 3월에 월남하여 만 2년 여간 서울에서 활동했다. 1946년 6월에 이극로와 함께 남조선 단독정부수립에 반대했고, 1947년에는 신진당(新進黨) 부당수를 지내다가 1948년 4월 남북연석회의에 참가하기 위해 자진 월북한다. 그는 월북 후 9월 9일자로 수립된 첫 내각의 도시경영상이 되었다. 그 후 1951년 12월에는 사법상으로, 다시 1953년에는 무임소상이 되었다. 1954년 8월 18일 서거한 이용은 1990년에 조국통일상을 수여 받았고, 현재 애국열사릉에 안장돼 있다. 대한민국 보훈처에서는 북한 정부에 참여한 독립운동가 이용을 서훈하지 않고 있다.